# Бондыж
Бондыж (пол. Bondyrz) — деревня в Замойском повете Люблинского воеводства Польши. Входит в состав гмины Адамув. Находится примерно в 20 км к юго-западу от центра города Замосць. По данным переписи 2011 года, в деревне проживало 677 человек.

## История
Первое упоминание о деревне относится к 1620 году.
В 1670 году деревня принадлежала Петру Латычински, а в 1788 году Бондыж был в собственности Адама графа Антони Фортуната Тарновского. По данным переписи 1827 года деревня насчитывала 66 домов и 452 жителей. В 1885 году в населённом пункте имелась небольшая паровая лесопилка с одним сотрудником. В 1888 году в деревне появилась фабрика по изготовлению мебели, основанная Вильгельмом Гебетнером из Варшавы. В 1906 году на ней работали 63 рабочих. Согласно переписи 1921 года, в деревне было 116 домов и 790 жителей, в том числе 19 евреев и 1 украинец, а на ферме было 3 дома и 95 жителей — все поляки. В сентябре 1975 года в Бондыдыже установлен римско-католический приход, а в 1979 году создано кладбище погребений 0,55 га. С 1975 по 1998 год деревня Бондыж входила в состав Замойского воеводства.
В Бондыже находится Исторический музей. Создал и управлял им Ян Сайкк (скончался в 2010 году), который также имел значительные коллекции ископаемых и минералов.

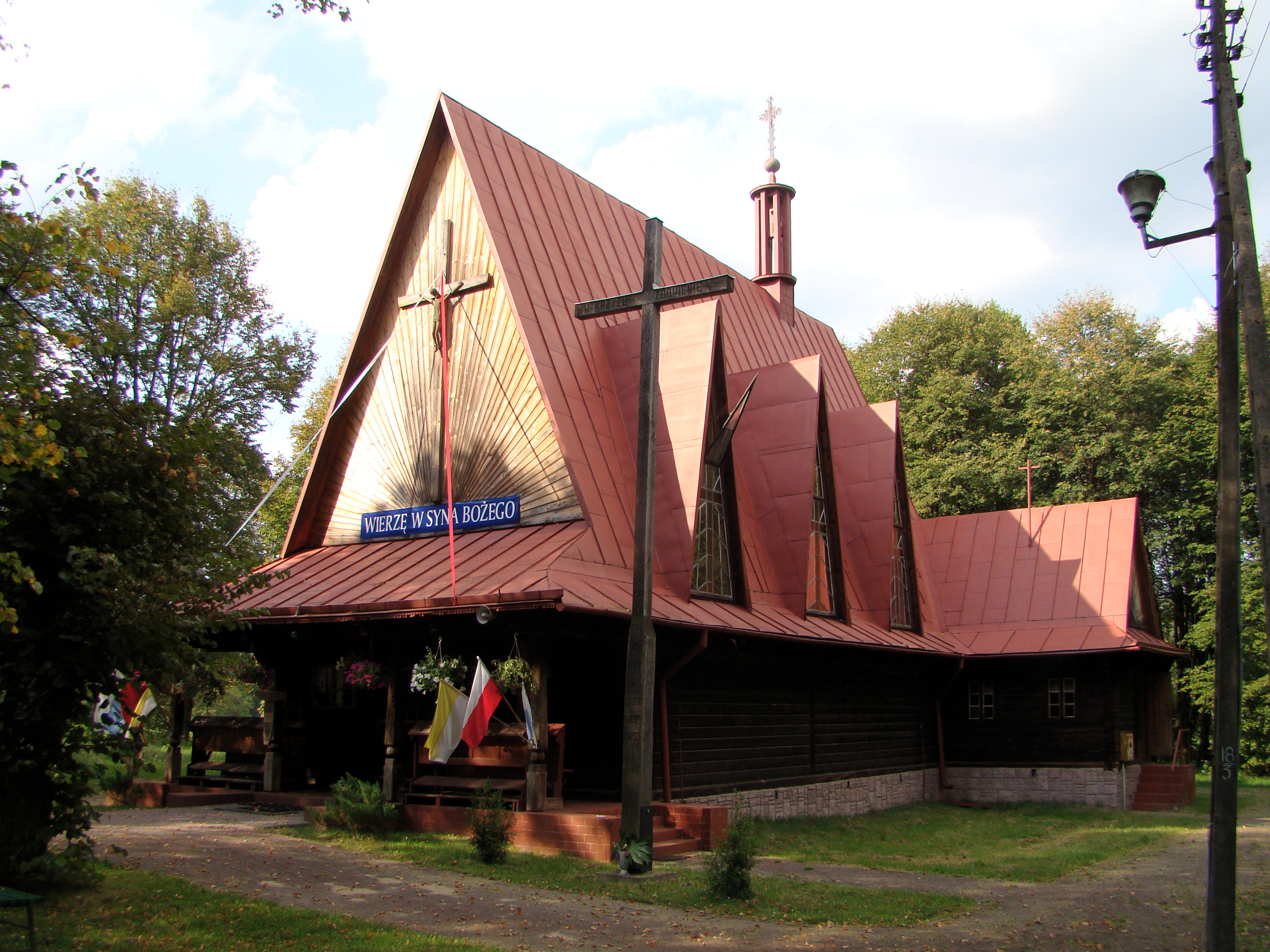
костёл
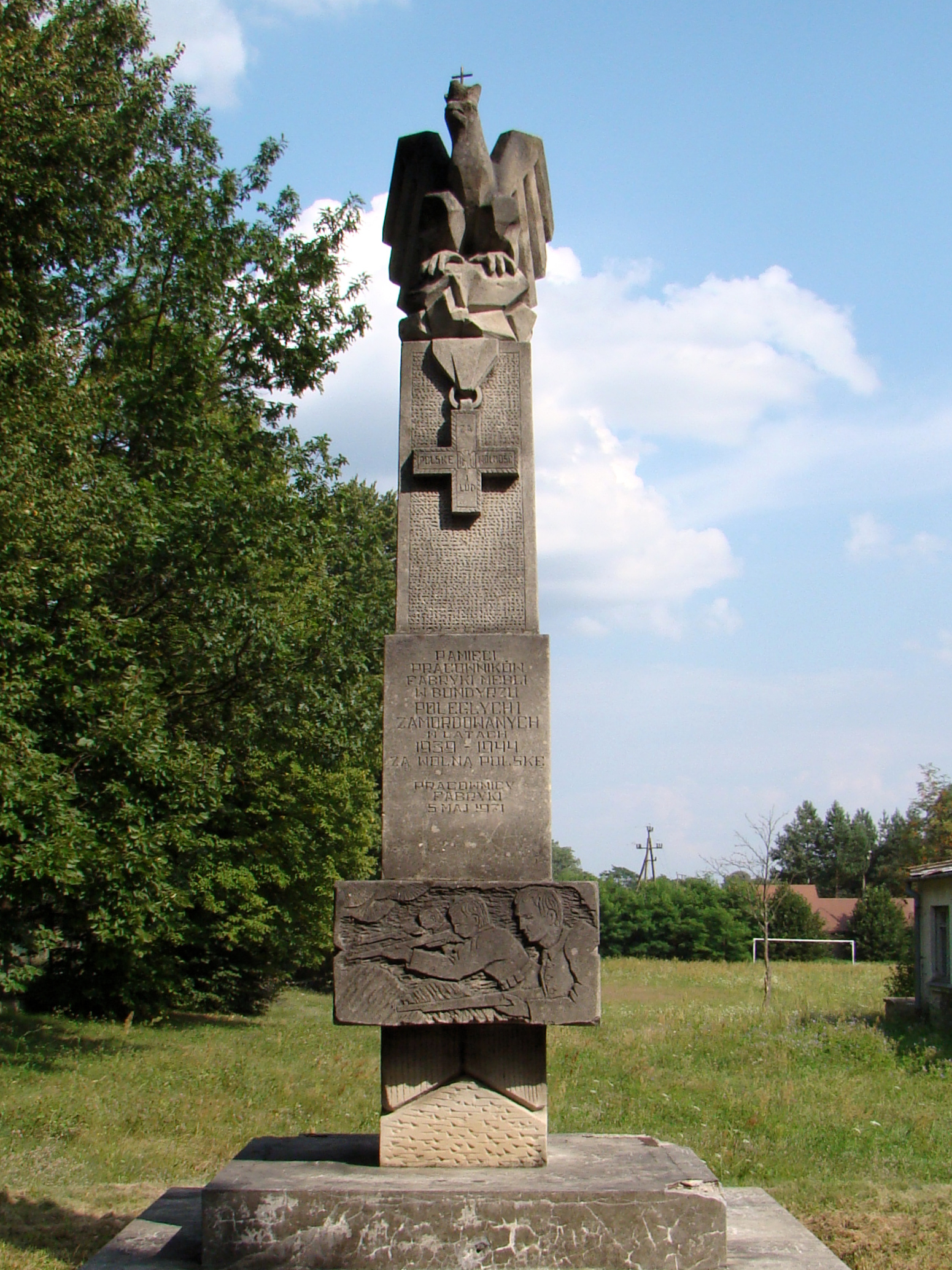
Памятник работникам завода,  погибшие во Второй мировой войне
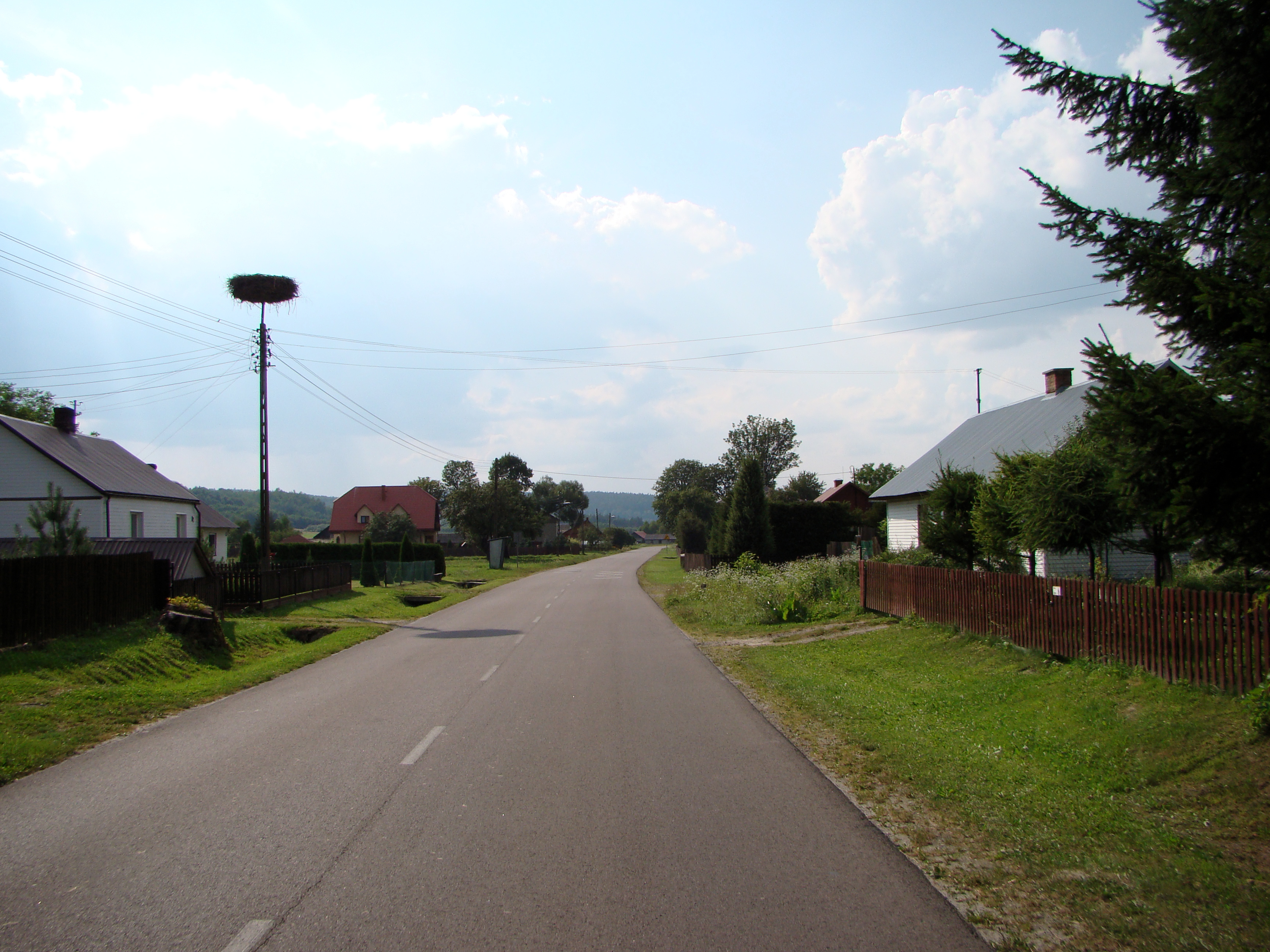
Дорога, ведущая через деревню